# Hook Norton Brewery

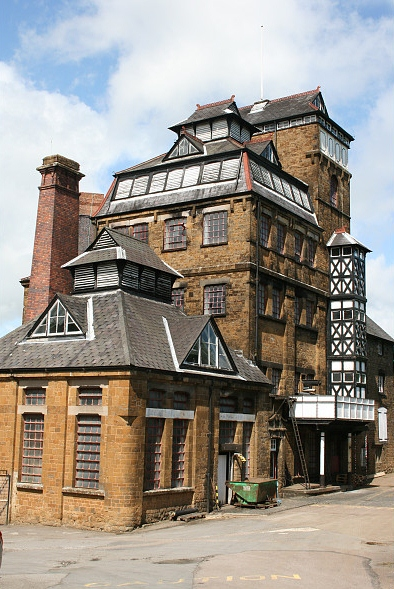
Hook Norton Brewery

Die Hook Norton Brewery ist eine Brauerei in Hook Norton, Oxfordshire, England.

## Museum
Bis 2006 wurde noch eine Dampfmaschine zum Betrieb eingesetzt und das Bier wird heute noch per Pferdewagen ausgeliefert. Die 1849 im viktorianischen Stil erbaute Turmbrauerei nutzt die Schwerkraft für den Transport des Produktes: Maischen, Gärung und Abstich werden in logischer Abfolge untereinander durchlaufen. Die historische Brauerei und ein Werksmuseum können besichtigt werden.

## Betrieb

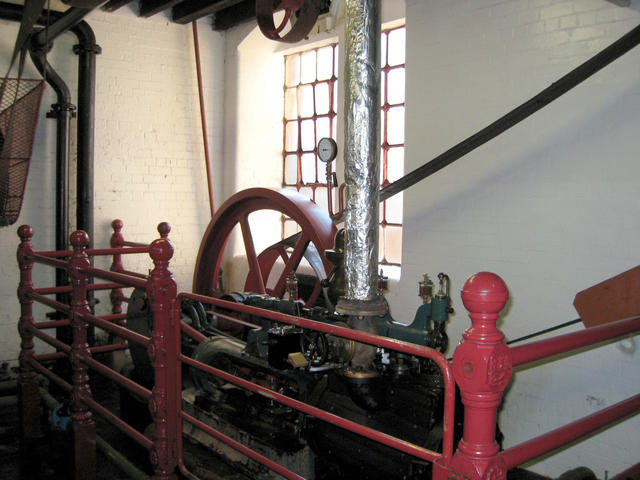
Die Dampfmaschine im Jahr 2007

Hook Norton Brewery nutzte bis 2006 eine Buxton & Thornley Dampfmaschine, die den Großteil der Maschinen seit 1899 betrieb. Es war die letzte kommerziell eingesetzte Dampfmaschine in Großbritannien. Die Dampfmaschine trieb die Pumpen, die Mühle, den Maischrechen sowie die Aufzüge für Säcke und Fässer über ein Riemenwerk an. Wenn Zahnräder eingesetzt wurden, wurde jeweils ein eisernes mit einem hölzernen Rad gepaart, so dass nur ein paar hölzerne Zähne getauscht werden mussten, wenn das Getriebe überlastet wurde.
Die Dampfkraft wurde vor allem aus kommerziellen Überlegungen weiterhin genutzt, da die Beschaffungskosten der Dampfmaschine schon lange abgeschrieben waren und eine Umrüstung auf elektrische Antriebe Investitionskosten erfordert hätten, deren Abschreibung die Wartungskosten für die Dampfmaschine überschritten hätten.

## Ales
Die folgenden Ales und Stouts werden gebraut:
| Name         | Alkoholgehalt | Typ            |
| ------------ | ------------- | -------------- |
| Hooky        | 3,5 % ABV     | Session bitter |
| Lion         | 4,0 % ABV     | Golden bitter  |
| Old Hooky    | 4,6 % ABV     | Best bitter    |
| Double Stout | 4,8 % ABV     | Stout          |

## Vertrieb

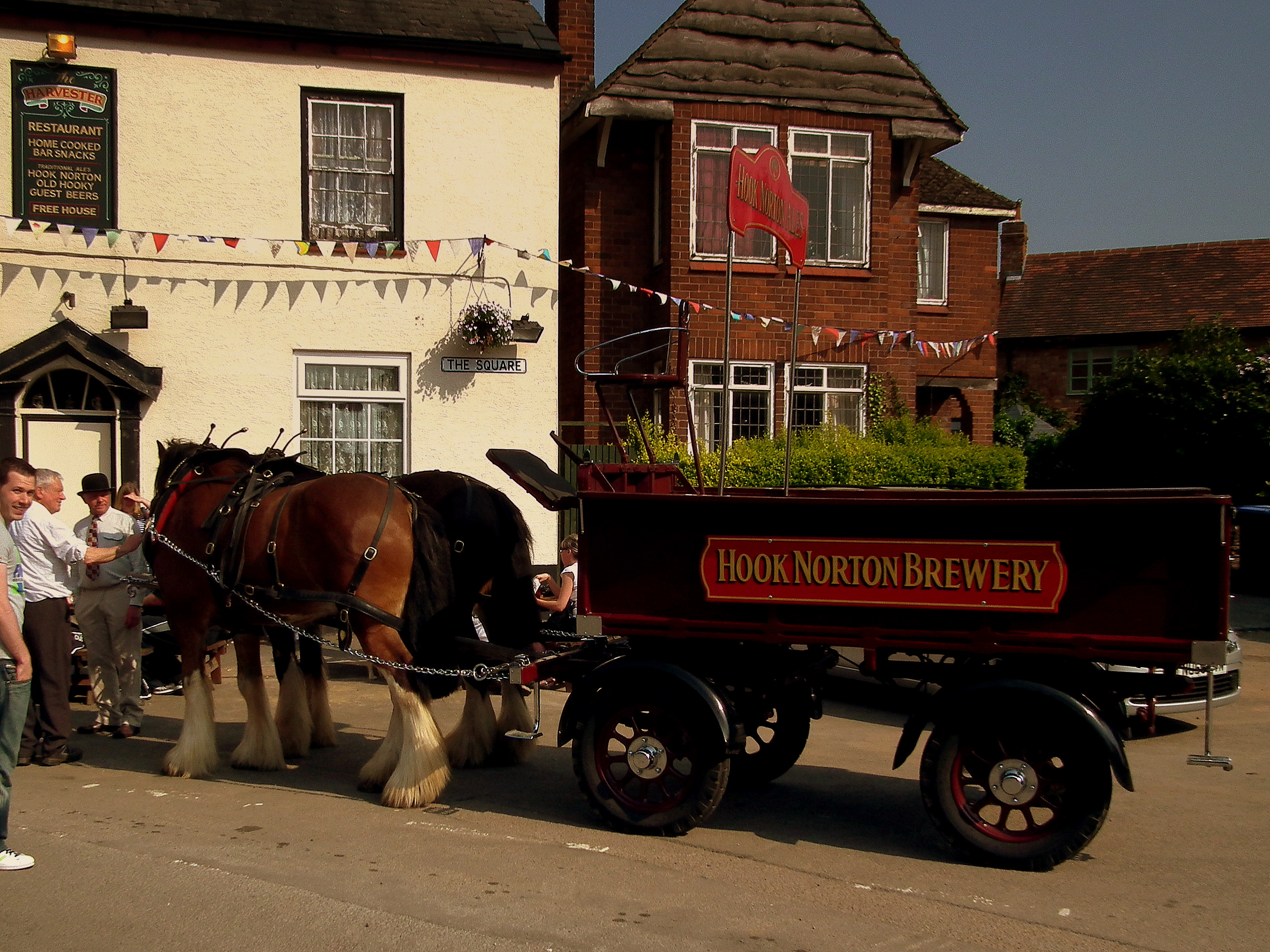
Pferdewagen der Hook Norton Brewery in Long Itchington, Warwickshire, während des 2011 Beer Festivals

Verkaufsstellen sind Supermärkte, staatlich lizenzierte Getränkehandlungen (Off Licence) und unabhängige Pubs (Free Houses). Außerdem betreibt die Brauerei eine Kette von 47 brauereieigenen Pubs (Tied Houses) in der Region von Thame im Osten bis Worcester im Westen und Grove, Oxfordshire im Süden bis Napton-on-the-Hill im Norden. Es gibt 23 Hook Norton pubs in Oxfordshire, jeweils 9 in Northamptonshire und Warwickshire sowie jeweils 3 in Gloucestershire und Worcestershire.